# ورق ترشيح

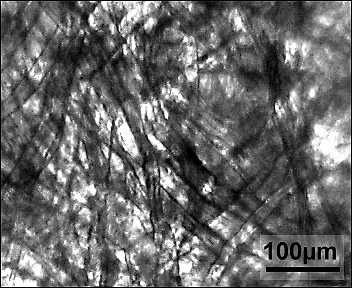
صورة بالميكروسكوب لمرشح من الالياف السليولوزية. حجم المسامة نحو 5 ميكرومتر.

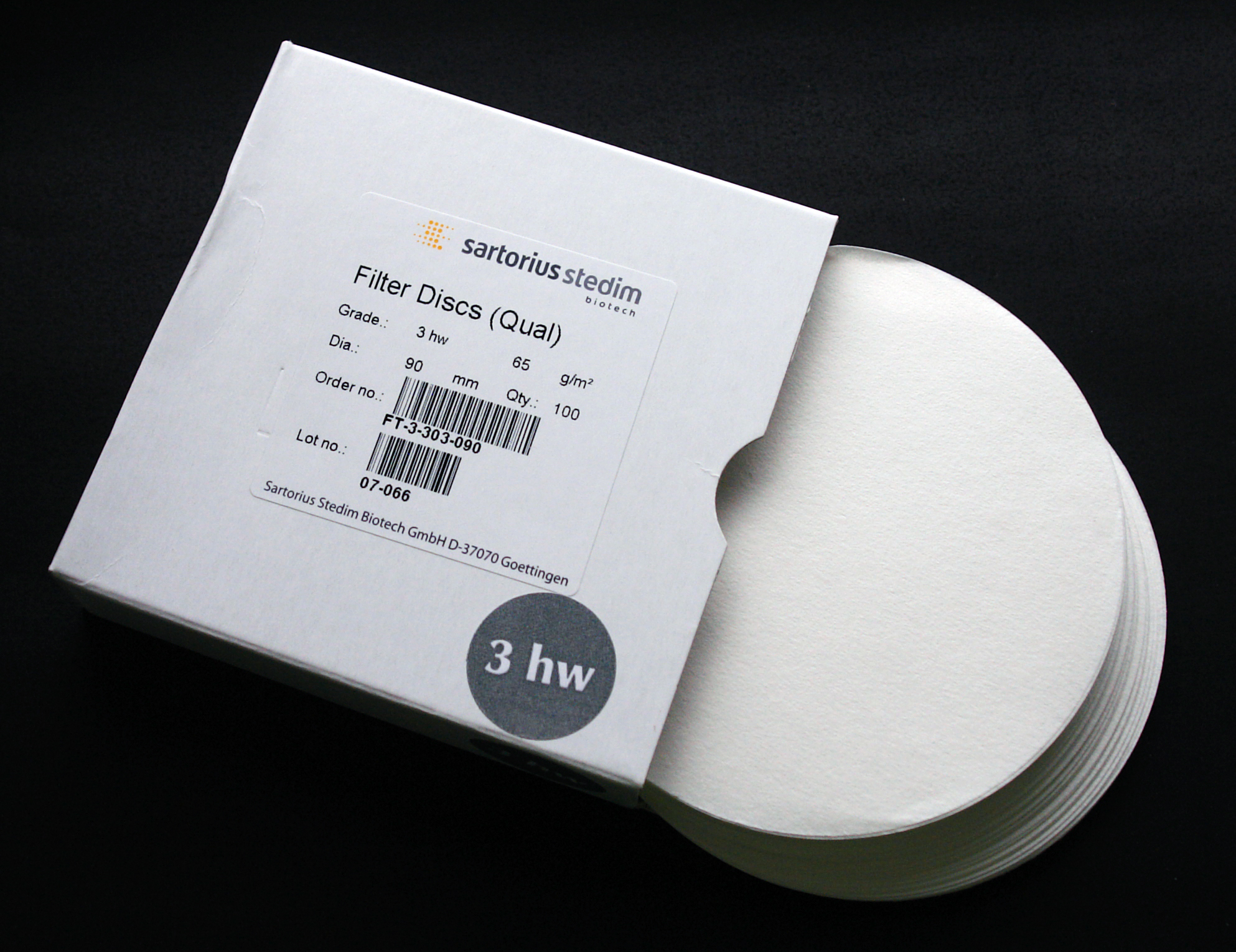
ورقة ترشيح من المستخدمة في المختبرات.

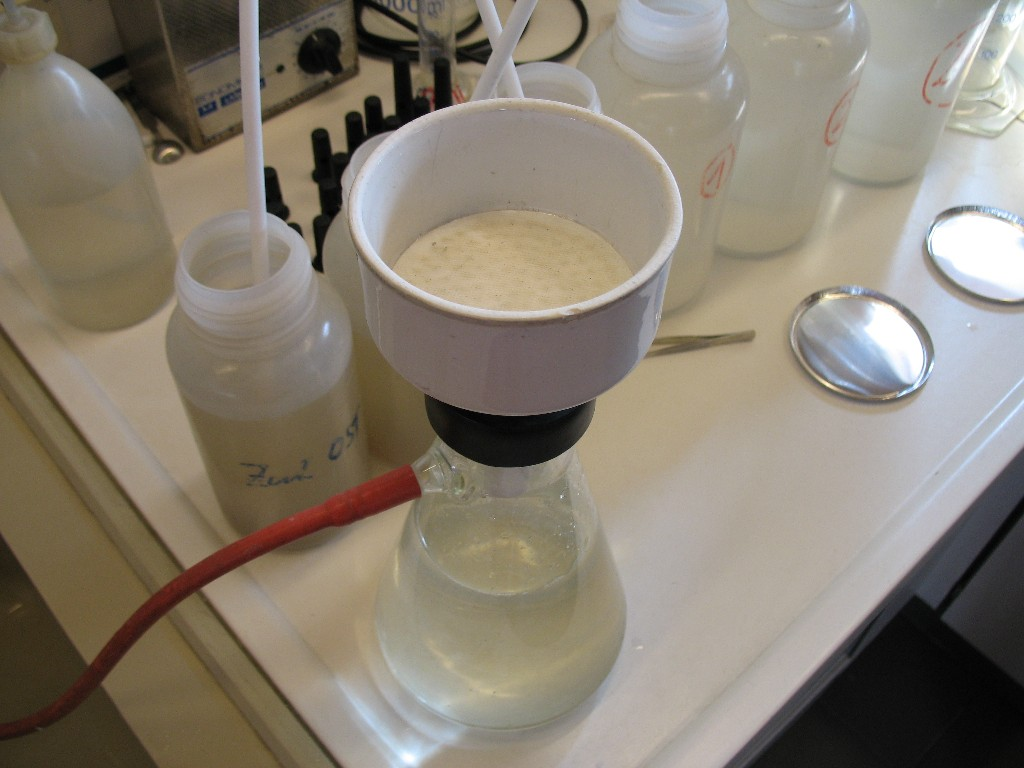
… جهاز ترشيح بسيط

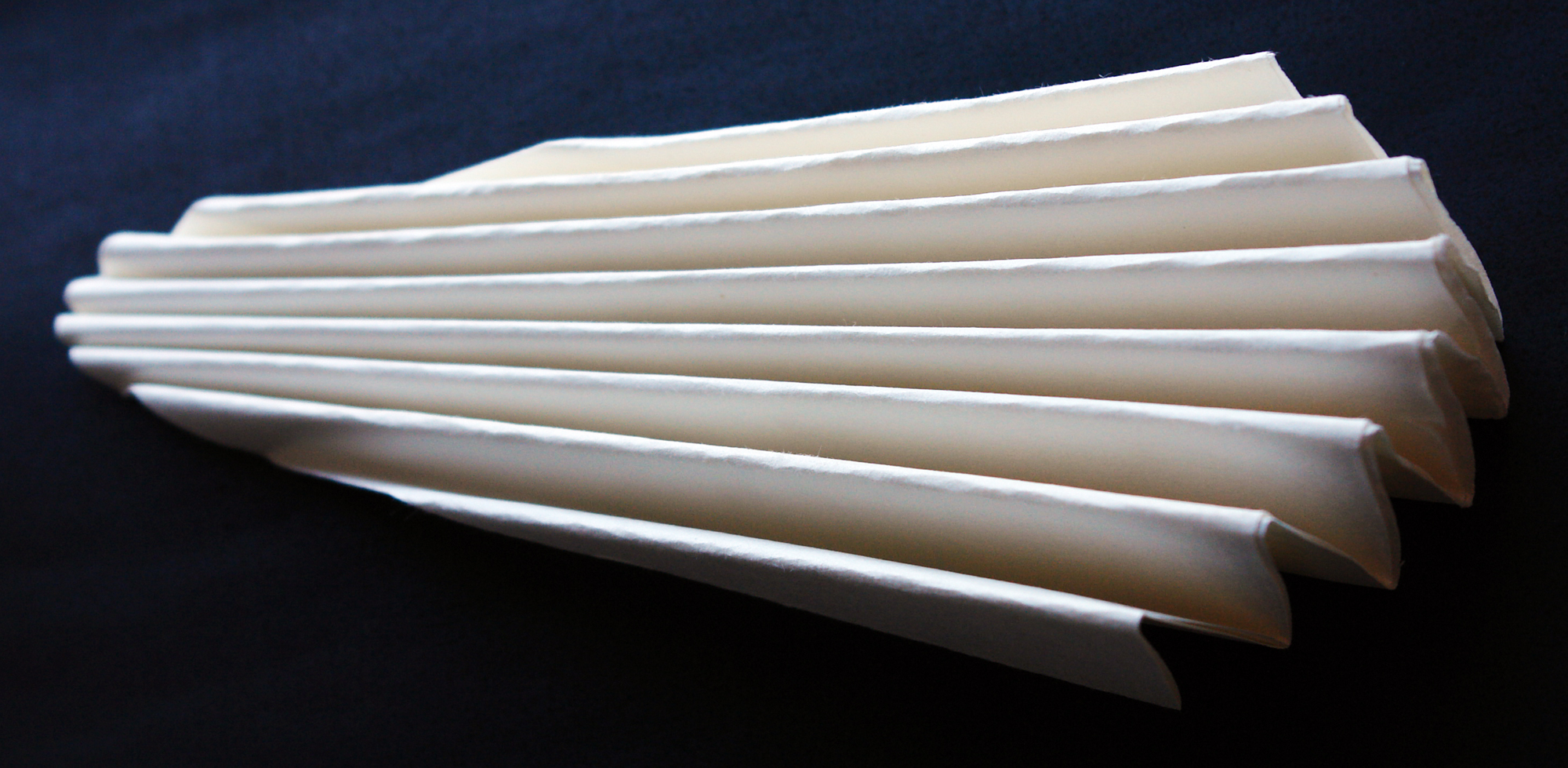
ورقة ترشيح منثنية

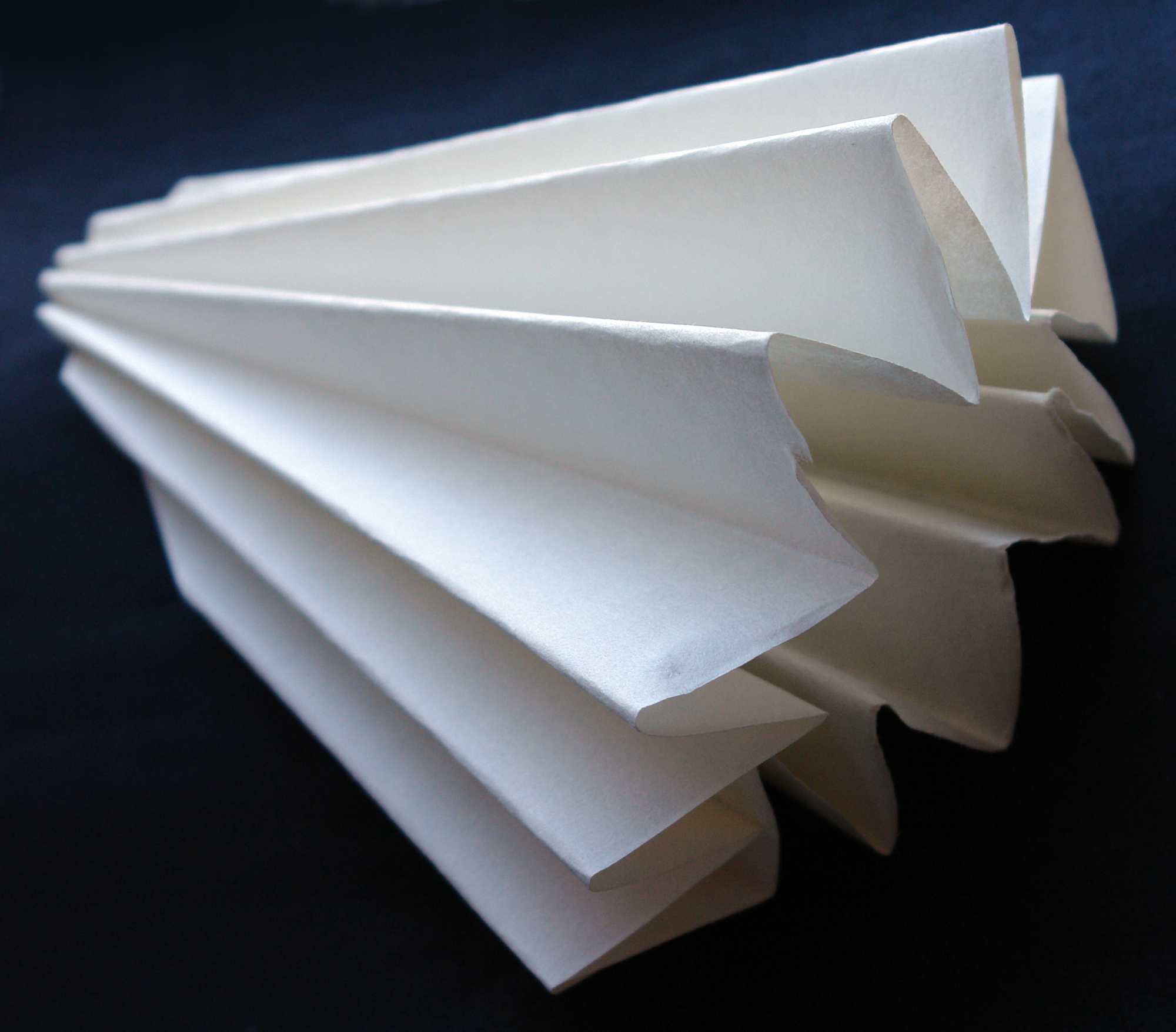
ورقة ترشيح مفتوحة

ورق الترشيح عبارة عن ورق نصف نفاذ يستخدم لفصل المواد الصلبة الدقيقة الموجودة في سائل خلال عملية الترشيح.
توضع ورقة الترشيح غالباً في القمع، ومن ثم يتم صب السائل المراد ترشيحه عليها. فتتعلق الحبيبات غير الذائبة في ورقة الترشيج، وينفصل المحلول وينزل إلى قارورة تستقبله حاملا مواد مذابة أو حبيبات أصغر من مسام المرشح.
يستخدم ورق الترشيح في المختبرات الكيميائية، كما في العديد من التطبيقات اليومية مثل آلات صنع القهوة وغيرها، أما ورق الترشيح الخالي من الرماد فإنه يستعمل في عمليات التحليل الوزني في الكيمياء التحليلية.

## استخداماته
- في البيت
  - صلب/سائل: كيس الشاي، مرشح الشاي، مرشح القهوة
  - صلب/غاز: مرشح الهواء، شفاط الغبار
- في السيارات 
  - صلب/سائل: مرشح زيت، مرشح الوقود
  - صلب/غاز: مرشح هواء، مرشح هواء مقصورة السيارة، مرشح حبيبات اللقاح
- في المختبرات الكيميائية والحيوية
  - صلب/سائل: تطبيقات كثير تستخدم فيها مرشحات متنوعة

## استخداماته في معمل الكيمياء
يستخدم ورق الترشيح كثيرا في المختبرات الكيميائية في التحليل الكيميائي. وقد أعدت لذلك عدة أنواع من المرشح الورقي ذات مسام مختلفة الحجم:

### أشكال المرشحات وحجم المسام
توجد مرشحات ورقية دائرية مستوية تناسب مختلف أشكال أقماع الترشيح، كما يوجد منها ما هو منثني.
كما تعد منها مرشحات ذات أحجام مختلفة للمسام وتكون معلّمة «بشفرة لونية» تبعا لدقتها:
- معلمة بشريط أسود: لها مسام كبيرة تحجز الحبيبات الكبيرة (للترشيح السريع)
- معلمة بشريط أبيض: تستخدم مع حبيبات أصغر (سرعة ترشيح متوسطة)
- معلمة بشريط أزرق: تستخدم مع حبيبات أدق (سرعة ترشيح بطيئة)

### ورق ترشيح لا يتخلف عنه رماد
عندما يحترق ورق الترشيح هذا بعد تجفيفه فلا يتخلف عنه رماد. وتبقى الرواسب من دون رماد، وبذلك يمكن تعيين وزن الرواسب مباشرة (انظر تحليل كيميائي).

## تطبيقات في مختبر الأحياء
تستخدم اوراق ترشيح دائرية في معمل الأحياء، ليس بغرض الترشيح وإنما للبقاء على رطوبة شرائح مثلا لنباتات أو لاستعدادات قبل إجراء الفحوصات. تكون مقاييس اوراق الترشيح المستخدمة هنا مناسبة لحجم طبق بتري.

## اقرأ أيضا
- ترشيح
- تقنية أغشية
- غسيل الكلى
- ترشيح مستدق
- ترشيح جريان تقاطعي
- ترشيح نانوي
- طهارة مياه الشرب
- مستبعد (كيمياء)
- ماء الشرب